# セコイア・キャピタル
セコイア・キャピタル (Sequoia Capital) は、クライナー・パーキンスと並ぶアメリカを代表するベンチャーキャピタル。ドン・バレンタインによって創業され、これまでにAppleやグーグル、ヤフーなどに投資してきた。

## 歴史
セコイア・キャピタルは、1972年にドン・バレンタインによってカリフォルニア州のメンロパークにて設立された。
これまでにAppleやGoogle、エレクトロニック・アーツ、Yahoo!、Instagramなどを始め250以上のテクノロジー企業に投資を行ってきた。また、世界中の投資先をサポートするためにイスラエル、インド、シンガポール、中国、香港などにも拠点を持っている。

## 主な投資先
- Apple
- Appier (エイピア)
- オラクル
- Google
- シスコシステムズ
- エレクトロニック・アーツ
- Yahoo!
- YouTube
- Instagram
- WhatsApp
- PayPal
- LinkedIn
- Airbnb
- Dropbox
- GitHub
- Tumblr
- Evernote
- Square
- アタリ
- ストライプ
- Zappos
- KAYAK
- Stripe
- AdMob
- Instacart
- NVIDIA
- DoorDash
- MongoDB
- Houzz
- Okta
- Palo Alto Networks
- FireEye
- Unity
- 23andMe
- QFPay
- STEPN